# Wakriya AC
Wakriya Athletic Club de Boké w skrócie Wakriya AC – gwinejski klub piłkarski, grający w pierwszej lidze gwinejskiej, mający siedzibę  w mieście Boké.

## Sukcesy
- Puchar Gwinei[1]
  - finał (1): 2018.

## Występy w afrykańskich pucharach
| Sezon     | Rozgrywki           | Runda   | Kraj         | Klub        | Dom | Wyjazd | Dwumecz |
| --------- | ------------------- | ------- | ------------ | ----------- | --- | ------ | ------- |
| 2018/2019 | Puchar Konfederacji | wstępna | Burkina Faso | Salitas FC  | 3–1 | 0–2    | 3–3     |
| 2021/2022 | Puchar Konfederacji | 1       | Senegal      | Diambars FC | 0–3 | 0–3    | 0–3     |

## Stadion
Domowe mecze klub rozgrywa na stadionie o nazwie Stade du 1er Mai w Boké.

## Reprezentanci kraju grający w klubie
Stan na lipiec 2023.
| - Désiré Yaovi Assiongbo - Ibrahima Sory Camara - Ismaël Camara - Issiaga Camara - Mohamed Camara | - Mohamed Coumbassa - Ibrahima Sory Doumbouya - Victor Kantabadouno - Gaoussou Youssouf Siby |